# Erhulai Zhen
Erhulai Zhen (kinesiska: 二户来镇, 二户来) är en köping i Kina. Den ligger i provinsen Liaoning, i den nordöstra delen av landet, omkring 150 kilometer öster om provinshuvudstaden Shenyang.
Genomsnittlig årsnederbörd är 1 268 millimeter. Den regnigaste månaden är juli, med i genomsnitt 382 mm nederbörd, och den torraste är januari, med 9 mm nederbörd.